# Pomnik Włodzimierza Lenina w Sudży
Pomnik Włodzimierza Lenina w Sudży – nieistniejący obecnie pomnik Włodzimierza Lenina, stojący w Sudży do 2024.
Pomnik był realistycznym przedstawieniem znajdującej się na cokole postaci Włodzimierza Lenina, lidera partii bolszewickiej i pierwszego przywódcy Rosji Radzieckiej. W sierpniu 2024 roku, po wkroczeniu wojsk ukraińskich do obwodu kurskiego, pomnik został zniszczony, a następnie usunięty z cokołu.